# 河内村 (岐阜県)
河内村（かわうちむら）は、岐阜県大野郡にあった村である。
現在の高山市久々野町の一部（阿多粕・渚・長淀・木賊洞・引下・小坊・有道）に該当する。

## 沿革
- 1875年（明治8年） - 宮村、阿多粕村、渚村、長淀村、木賊洞村、引下村、小坊村、有道村、無数河村、山梨村、久々野村、山之口村が合併し、位村となる。
- 1883年（明治16年）10月 - 位村が分立し、宮村、久々野村[1]、山之口村、河内村[2]になる。
- 1889年（明治22年）7月1日 - 町村制により河内村発足。
- 1897年（明治30年）4月1日 - 久々野村と合併し久々野村発足。同日河内村は廃止。

## 教育
- 渚尋常小学校（1966年久々野小学校へ統合）